# Струт, Билл
Билл Струт (англ. Bill Struth; 16 июня 1876, Абердин, Шотландия, Великобритания — 21 сентября 1956, Глазго, Шотландия, Великобритания) — шотландский футбольный тренер. На протяжении 34 лет был главным тренером клуба «Рейнджерс».

## Биография
Билл Струт родился в Абердине в 1876 году. По профессии был каменщиком, профессионально занимался спортом. Работал в качестве тренера в футбольных клубах «Клайд» и «Харт оф Мидлотиан». В 1914 году стал помощником Уильяма Уилтона в «Рейнджерс». После гибели Уилтона в 1920 году Струт стал главным тренером команды и оставался на своём посту 34 года, выиграв с командой три десятка трофеев. Под руководством Струта клуб из Глазго выиграл 18 чемпионских титулов и 10 Кубков Шотландии, в сезоне 1927/28 впервые в своей истории сделал «золотой дубль» и повторил этот успех ещё 6 раз. В сезоне 1946/47 Струт привёл «Рейнджерс» к победе в первом розыгрыше Кубка лиги, а два сезона спустя выиграл этот трофей ещё раз. С 1947 года Струт был директором клуба, а после ухода с поста главного тренера в 1954 году стал вице-президентом «Рейнджерс». Два года спустя скончался в Глазго в возрасте 81 года.

## Достижения
Рейнджерс
- Чемпион Шотландии (18): 1920/21, 1922/23, 1923/24, 1924/25, 1926/27, 1927/28, 1928/29, 1929/30, 1930/31, 1932/33, 1933/34, 1934/35, 1936/37, 1938/39, 1946/47, 1948/49, 1949/50, 1952/53
- Обладатель Кубка Шотландии (10): 1927/28, 1929/30, 1931/32, 1933/34, 1934/35, 1935/36, 1947/48, 1948/49, 1949/50, 1952/53
- Обладатель Кубка шотландской лиги (2): 1947, 1949